# Церква святого апостола і євангеліста Івана Богослова (Тернопіль)
Церква святого апостола і євангеліста Івана Богослова — парафія і храм Тернопільсько-Зборівської архієпархії УГКЦ в Тернополі (деканат м. Тернополя — Східний).

## Історія парафії
Парафія знаходиться на території мікрорайонів «Сонячний» (проспект Злуки) і «Канада». До парафії належать 5 тисяч осіб.
Парафію святого апостола і євангеліста Івана Богослова засновано о. Іваном Козієм у січні 1996 року з благословення владики Михаїла (Сабриги). 19 лютого того ж року державна влада зареєструвала релігійну громаду.
Будівництво храму розпочалося 18 травня 1997, коли о.-митрат Василь (Семенюк) освятив наріжний камінь під будівництво храму та парафіяльний хрест. 19 травня 1997 розпочалося будівництво каплиці для богослужінь, яке тривало 2 роки. У травні 1999 відбулася архиєрейська Літургія, яку відслужив владика Михаїл Сабрига. Після її закінчення відбулося освячення каплиці св. ап. Івана Богослова. 16 липня 2001 розпочалося будівництво основного храму, який спроектував Богдан Білоус. 8 листопада 2008 новозбудований храм освятив владика Василь (Семенюк).
Єпископська візитація відбувається щороку за участю митрополита і архиєпископа Василя (Семенюка). Зокрема, 15 листопада 2009 владика освятив бічні престоли та приміщення збудовані для катехитичних потреб парафіяльної громади.

Інтер'єр церкви

На парафії (у храмі) є мощі св. Миколая Чарнецького.
При парафії діють: архібратство Матері Божої Неустанної Помочі, Вівтарна дружина «Воїни Христа», спільнота «Діти світла», спільнота «Матері в молитві», недільна школа, Марійська дружина, тернопільський молодіжний театр «Богослов», редакція парафіяльної газети «Богослов» (редактор Роман Глєбов).
На території парафії є новозбудована капличка Пречистої Богородиці.
Голова парафіяльної ради — о. Іван Козій.

## Парохи
| Ім'я                | Роки            | Коротка довідка          | Світлини |
| ------------------- | --------------- | ------------------------ | -------- |
| о. Іван Козій       | з 24 січня 1996 | засновник парафії, парох |          |
| о. Василь Дубець    | з 2002          | парох                    |          |
| о. Роман Загородний | з 2001          | сотрудник                |          |

## Молодіжна організація «Богослов»
Молодіжна організація «Богослов» заснована 22 липня 2002 року. 22 липня 2003 отримала назву Молодіжний театр «Богослов». У 2021 році був перейменований на Молодіжна організація «Богослов».
Засновник і керівник організації Роман Глєбов у 2013 році отримав відзнаку Тернопільської міської ради.
Організація складається з молодшої групи «Богословчики», середної групи, старшої групи і газети «Богослов» (заснована в липні 2003).
Основною метою діяльності організації є залучення молоді до повноцінного християнського життя через ефективне і адекватне використання отриманих ними від Бога дарів на збудування Божого люду — Християнської церкви. Девіз організації: «Хто як не ми..? Як не зараз то коли..?», «Ми — команда!»
Основна діяльність організації: постановка духовних заходів, вистав, тематичних вечорів, організація гуртків, вишколів (для членів організації), екскурсій, таборів відпочинку для молоді та юнацтва, проведення благодійних акцій милосердя, конкурсів для молоді, випуск стінгазети. Кожен богословець має змогу користуватись відеопрокатом та бібліотекою які діють при організації «Богослов».
Станом на січень 2013 чисельність дійсних членів організації «Богослов» становила 250 осіб.
За свою творчість колектив організації отримав численні грамоти та подяки.